# Bni Smir
Bni Smir (franska: Bni Smir (CR), Bni Smir (Commune Rurale), arabiska: أولاد عزوز) är en kommun i Marocko.   Den ligger i provinsen Khouribga och regionen Béni Mellal-Khénifra, i den nordöstra delen av landet, 140 km söder om huvudstaden Rabat. Antalet invånare är 7 752.